# Vaarajänkkä-Rovajänkkä
Vaarajänkkä-Rovajänkkä este o arie protejată (arie specială de conservare — SAC, sit de importanță comunitară — SCI) din Finlanda întinsă pe o suprafață de 394 ha, integral pe uscat.

## Localizare
Centrul sitului Vaarajänkkä-Rovajänkkä este situat la coordonatele 66°01′37″N 24°16′15″E / 66.0269°N 24.2708°E.

## Înființare
Situl Vaarajänkkä-Rovajänkkä a fost declarat sit de importanță comunitară în august 1998 pentru a proteja 2 specii de plante. Situl a fost protejat și ca arie specială de conservare în aprilie 2015.

## Biodiversitate
Situată în ecoregiunea boreală, aria protejată conține 6 habitate naturale: Turbării active, Mlaștini alcaline, Turbării Aapa, Taiga vestică, Păduri fino-scandinave bogate în ierburi cu Picea abies, Mlaștini împădurite.
La baza desemnării sitului se află mai multe specii protejate de  plante (2): Hamatocaulis vernicosus, Ranunculus lapponicus.
Pe lângă speciile protejate, pe teritoriul sitului au mai fost identificate 3 specii de plante.